# Terrence Howard
Terrence Dashon Howard (Chicago, 11 marzo 1969) è un attore statunitense, candidato nel 2006 per l'Oscar al miglior attore per Hustle & Flow - Il colore della musica.

## Biografia
Nato a Chicago e cresciuto a Cleveland, Ohio, figlio di Anita Jeanine Williams e Tyrone Howard, proviene da una numerosa famiglia multietnica di origini afroamericane e bianche. La sua bisnonna materna era l'attrice teatrale Minnie Gentry. È cresciuto senza la figura paterna, a causa di un episodio di razzismo che ha coinvolto il padre, Tyrone Howard, sfociato in un accidentale omicidio, per il quale il padre ha scontato molti anni di carcere. All'età di 16 anni si emancipa dalla famiglia e a 18 si trasferisce a New York con l'intento di diventare attore.
Howard decide di intraprendere gli studi universitari; nonostante la bassa valutazione scolastica al liceo viene ammesso alla facoltà di ingegneria chimica del Pratt Institute con un esame di ingresso speciale. Dopo due anni abbandona gli studi, per dedicarsi alla recitazione. Sostiene un provino per partecipare alla sit-com I Robinson, ma quando la scena che lo vedeva protagonista viene eliminata, l'attore reagisce molto male tanto da essere allontanato dal set.

### Cinema e televisione

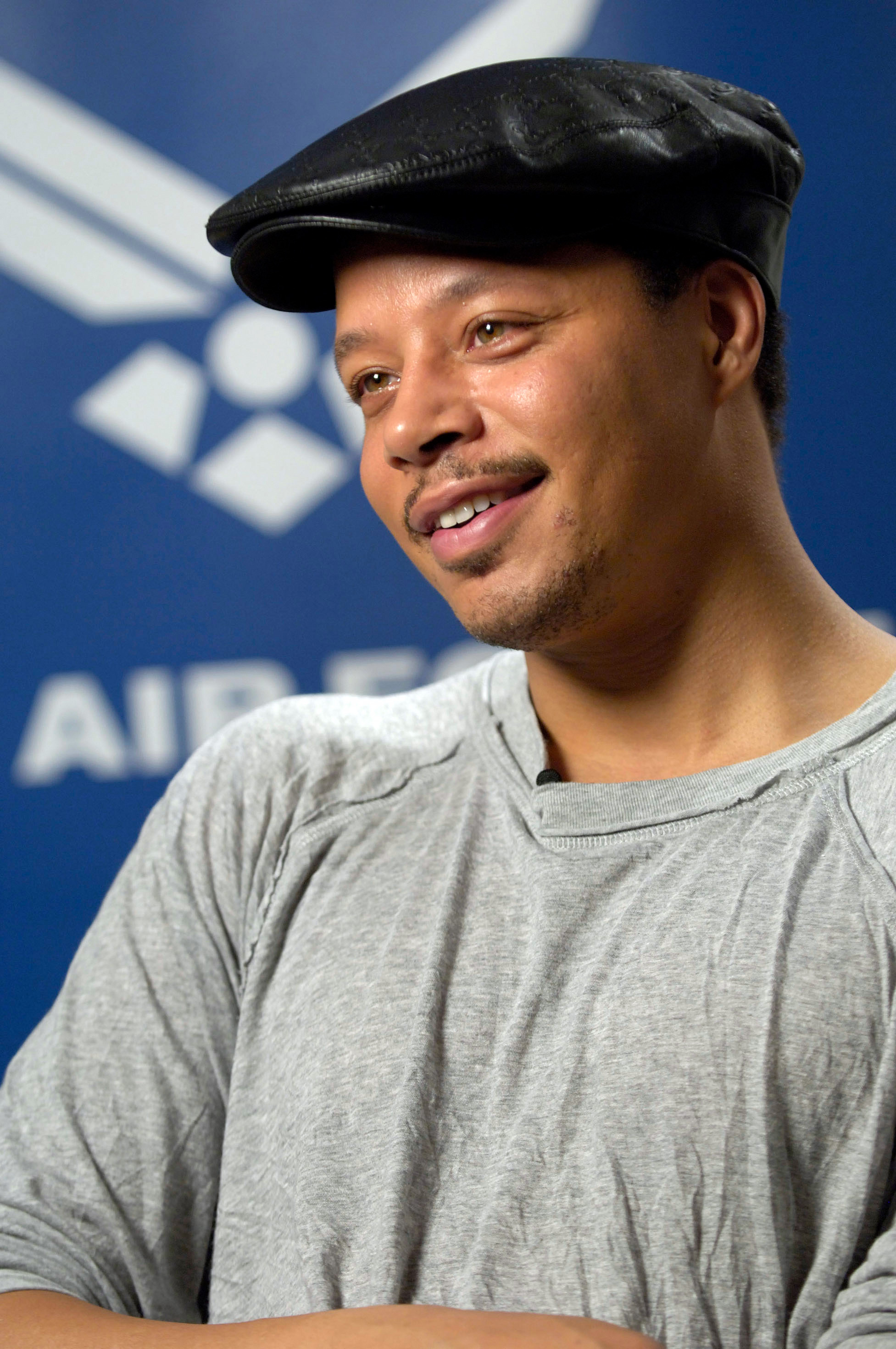
Terrence Howard a New York nel maggio 2007

Debutta nel 1992 partecipando alla miniserie televisiva The Jacksons: An American Dream, incentrata sulla vita della famiglia Jackson, dove Howard ha interpretato il ruolo di Jackie Jackson. Il suo debutto cinematografico avviene nel 1993 nel film di Ted Demme Poliziotti per caso, in seguito colleziona una serie di partecipazioni televisive fino al 1995 quando si fa notare nei film Dollari sporchi e Goodbye Mr. Holland. Per la sua interpretazione nel film The Best Man ottiene i primi riconoscimenti cinematografici, tra cui un NAACP Image Award come miglior attore non protagonista e una candidatura agli Independent Spirit Award nella medesima categoria.
Successivamente recita nei film Big Mama, Angel Eyes - Occhi d'angelo e Sotto corte marziale. Nel 2004 recita nel film premio Oscar Crash - Contatto fisico, per cui ottiene altri premi tra cui un National Board of Review Award per la miglior performance maschile. Dopo aver recitato in Ray di Taylor Hackford, nel 2006 viene candidato all'Oscar come miglior attore per la sua interpretazione in Hustle & Flow - Il colore della musica. Oltre alla candidatura all'Oscar, ottiene una candidatura al Golden Globe, ai Screen Actors Guild Award e agli Independent Spirit Award.
Nel 2005 recita nel film di John Singleton Four Brothers - Quattro fratelli, mentre nel 2007 recita al fianco di Jodie Foster ne Il buio nell'anima. Nel 2008 interpreta il ruolo di James "Rhodey" Rhodes nel film Marvel Iron Man, al fianco di Robert Downey Jr.. Howard non viene confermato nei successivi sequel per motivi finanziari, e viene sostituito da Don Cheadle. Nel 2008 debutta a Broadway interpretando Brick nell'adattamento de La gatta sul tetto che scotta di Tennessee Williams diretto da Debbie Allen. Il cast è composto interamente da attori afroamericani, tra cui James Earl Jones, Phylicia Rashād e Anika Noni Rose.
Nel 2009 recita in Fighting di Dito Montiel, di cui è co-protagonista al fianco di Channing Tatum. Sempre nel 2009 presta la voce al personaggio di James, padre della protagonista Tiana, nel film d'animazione della Disney La principessa e il ranocchio. Nel 2010 entra nel cast della serie televisiva Law & Order: LA, quinto spin-off di Law & Order - I due volti della giustizia, nel ruolo del vice procuratore Jonah "Joe" Dekker. Nel 2011 recita con Charlie Hunnam, Patrick Wilson e Liv Tyler nel thriller Punto d'impatto, di cui è anche produttore. Nello stesso anno interpreta il ruolo di Nelson Mandela in Winnie Mandela, film biografico sulla vita di Winnie Madikizela-Mandela, interpretata da Jennifer Hudson.
Nel 2012 è tra gli interpreti di Red Tails, film che racconta le gesta degli Tuskegee Airmen, il primo squadrone della United States Army Air Force composto unicamente da afroamericani, durante la seconda guerra mondiale. Nel 2013 recita nei film Dead Man Down - Il sapore della vendetta, The Butler - Un maggiordomo alla Casa Bianca e Prisoners. Nel 2015 fa parte del cast della serie televisiva musicale della Fox Empire, creata da Lee Daniels e Danny Strong. Howard interpreta il ruolo di Lucious Lyon, magnate di una potente casa discografica. Nello stesso anno recita in un'altra serie televisiva della Fox Wayward Pines, creata da M. Night Shyamalan, dove interpreta il ruolo di Arnold Pope, sceriffo della cittadina che dà il nome alla serie. Inoltre appare nel videoclip di Ghosttown, singolo di Madonna, dove l'attore tra le macerie di una città fantasma sopravvissuta all'apocalisse balla un sensuale tango con la cantante.

### Musica
Nel settembre 2008 Howard pubblica l'album di debutto Shine Through It, sotto l'etichetta Columbia Records. Tutte le undici tracce che compongono l'album sono state prodotte da Howard e Miles Mosley. Howard è autore di tutti i brani, quattro scritti in collaborazione con Mosley e uno, il singolo Sanctuary, scritto con Ilsey Juber. L'album è posizionato alla numero 6 della Billboard Top R&B/Hip-Hop Albums.
In precedenza Howard aveva collaborato alla colonna sonora del film Hustle & Flow - Il colore della musica, interpretando diverse canzoni tra cui It's Hard Out Here for a Pimp, che ha vinto l'Oscar alla migliore canzone. Nella serie televisiva Empire ha cantato Shake Down insieme a Mary J. Blige, conosciuta diversi anni prima sul set del videoclip Be Without You, la canzone della Blige pubblicata nel novembre del 2005.

## Vita privata
Howard vive fuori Filadelfia a Lafayette Hill, Pennsylvania. È stato sposato tre volte e ha 5 figli. Ha sposato la prima moglie, Lori McCommas, nel 1989, dalla quale ha avuto due figlie, Audrey e Heaven, e un figlio, Hunter. La coppia ha divorziato nel 2003, per poi risposarsi nel 2005 e divorziare nuovamente nel 2007. L'ex moglie è una testimone di Geova e ha cresciuto i tre figli secondo le regole del movimento religioso.
Nel gennaio 2010 Howard si è sposato con Michelle Ghent, ma il matrimonio è durato poco più di un anno. La Ghent ha presentato istanza di divorzio nel febbraio 2011, presentando una denuncia per violenza domestica e ottenendo un ordine restrittivo nei confronti di Howard. Il loro divorzio è stato finalizzato nel maggio 2013.
Nel novembre 2013 sposa la terza moglie Mira Pak (conosciuta anche come Miranda). Nel gennaio 2015, è stato annunciato che sono in attesa del loro primo figlio insieme, il quarto per Howard. Nello stesso anno, dopo aver dato alla luce Qirin Lo, Howard e la Pak divorziano. Nel 2016, dopo la fine della loro relazione, nasce il secondo figlio dell’ormai ex coppia, Hero.

## Filmografia

### Attore

#### Cinema
- Poliziotti per caso (Who's the Man?), regia di Ted Demme (1993)
- Lotto Land, regia di John Rubino (1995)
- Dollari sporchi (Dead Presidents), regia di Allen Hughes, Albert Hughes (1995)
- Goodbye Mr. Holland (Mr. Holland's Opus), regia di Stephen Herek (1995)
- L'allenatrice (Sunset Park), regia di Steve Gomer (1996)
- Johns, regia di Scott Silver (1996)
- Double Tap, regia di Greg Yaitanes (1997)
- The Players Club, regia di Ice Cube (1998)
- Spark, regia di Garret Williams (1998)
- Butter, regia di Peter Gathings Bunche (1998)
- Il piano era perfetto (Best Laid Plans), regia di Mike Barker (1999)
- Valerie Flake, regia di John Putch (1999)
- The Best Man, regia di Malcolm D. Lee (1999)
- Big Mama (Big Momma's House), regia di Raja Gosnell (2000)
- Love Beat the Hell Outta Me, regia di Kennedy Goldsby (2000)
- Sesso ed altre indagini (Investigating Sex), regia di Alan Rudolph (2001)
- Angel Eyes - Occhi d'angelo (Angel Eyes), regia di Luis Mandoki (2001)
- Glitter, regia di Vondie Curtis-Hall (2001)
- Sotto corte marziale (Hart's War), regia di Gregory Hoblit (2002)
- Biker Boyz, regia di Reggie Rock Bythewood (2003)
- Love Chronicles, regia di Tyler Maddox-Simms (2003)
- Crash - Contatto fisico (Crash), regia di Paul Haggis (2004)
- Ray, regia di Taylor Hackford (2004)
- Hustle & Flow - Il colore della musica (Hustle & Flow), regia di Craig Brewer (2005)
- The Salon, regia di Mark Brown (2005)
- Four Brothers - Quattro fratelli (Four Brothers), regia di John Singleton (2005)
- Animal - Il criminale (Animal), regia di David J. Burke (2005)
- Get Rich or Die Tryin', regia di Jim Sheridan (2005)
- Idlewild, regia di Bryan Barber (2006)
- Pride, regia di Sunu Gonera (2007)
- The Hunting Party, regia di Richard Shepard (2007)
- Il buio nell'anima (The Brave One), regia di Neil Jordan (2007)
- La musica nel cuore - August Rush (August Rush), regia di Kirsten Sheridan (2007)
- Awake - Anestesia cosciente (Awake), regia di Joby Harold (2007)
- Un nuovo marito per mamma (The Perfect Holiday), regia di Lance Rivera (2007)
- Iron Man, regia di Jon Favreau (2008)
- Fighting, regia di Dito Montiel (2009)
- Punto d'impatto (The Ledge), regia di Matthew Chapman (2011)
- Little Murder, regia di Predrag Antonijevic (2011)
- Winnie Mandela, regia di Darrell Roodt (2011)
- Red Tails, regia di Anthony Hemingway (2012)
- On the Road, regia di Walter Salles (2012)
- La regola del silenzio - The Company You Keep (The Company You Keep), regia di Robert Redford (2012)
- Comic Movie (Movie 43), registi vari (2013)
- Dead Man Down - Il sapore della vendetta (Dead Man Down), regia di Niels Arden Oplev (2013)
- The Butler - Un maggiordomo alla Casa Bianca (The Butler), regia di Lee Daniels (2013)
- Prisoners, regia di Denis Villeneuve (2013)
- In the Woods, regia di Jennifer Elster (2013)
- The Best Man Holiday, regia di Malcolm D. Lee (2013)
- Sabotage, regia di David Ayer (2014)
- House of Bodies, regia di Alex Merkin (2014)
- Lullaby, regia di Andrew Levitas (2014)
- St. Vincent, regia di Theodore Melfi (2014)
- Cardboard Boxer, regia di Knate Lee (2016)
- Tempo limite (Term Life), regia di Peter Billingsley (2016)
- Acque buie (Cut Throat City), regia di RZA (2020)
- The Walk - La strada della libertà (The Walk), regia di Daniel Adams (2022)
- Shirley - In corsa per la Casa Bianca (Shirley), regia di John Ridley (2024)

#### Televisione
- The Jacksons: An American Dream – miniserie TV (1992)
- Tall Hopes – serie TV, 6 episodi (1993)
- Living Single – serie TV, 1 episodio (1994)
- Coach – serie TV, 1 episodio (1994)
- Otto sotto un tetto (Family Matters) – serie TV, 1 episodio (1994)
- Getting By – serie TV, 1 episodio (1994)
- La famiglia Brock (Picket Fences) – serie TV, 2 episodi (1994)
- The O.J. Simpson Story – film TV, regia di Jerrold Freedman (1995)
- New York Undercover – serie TV, 1 episodio (1995)
- Shadow-Ops – film TV, regia di Craig R. Baxley (1995)
- Sparks – serie TV, 40 episodi (1996-1998)
- Mama Flora's Family – film TV, regia di Peter Werner (1998)
- NYPD - New York Police Department (NYPD Blue) – serie TV, 2 episodi (1998-1999)
- King of the World – film TV, regia di John Sacret Young (2000)
- Boycott – film TV, regia di Clark Johnson (2001)
- Fastlane – serie TV, 1 episodio (2002)
- Street Time – serie TV, 13 episodi (2003)
- Soul Food – serie TV, 2 episodi (2002-2003)
- Lackawanna Blues – film TV, regia di Ruben Santiago-Hudson (2005)
- Con gli occhi rivolti al cielo (Their Eyes Were Watching God) – film TV, regia di Darnell Martin (2005)
- Wifey – film TV, regia di Reginald Hudlin (2007)
- Law & Order: LA – serie TV, 16 episodi (2010-2011)
- Law & Order - Unità vittime speciali (Law & Order: Special Victims Unit) – serie TV, 1 episodio (2011)
- Hawaii Five-0 – serie TV, 1 episodio (2012)
- Wayward Pines - serie TV, 15 episodi (2015-2016)
- Empire – serie TV, 102 episodi (2015-2020)
- Philip K. Dick's Electric Dreams – serie TV, episodio 1x05 (2017)

#### Videoclip
- Foolish – Ashanti (2002)
- Be Without You – Mary J. Blige (2005)
- Sanctuary – Terrence Howard (2008)
- Ghosttown – Madonna (2015)

### Doppiatore
- Iron Man (2008) - videogioco
- La principessa e il ranocchio (The Princess and the Frog), regia di Ron Clements e John Musker (2009)

### Produttore
- Love Beat the Hell Outta Me, regia di Kennedy Goldsby (2000)
- Pride, regia di Sunu Gonera (2007)
- Punto d'impatto (The Ledge), regia di Matthew Chapman (2011)

## Teatro
- La gatta sul tetto che scotta (Cat on a Hot Tin Roof) (2008)

## Discografia

### Album
- 2008 - Shine Through It

### Singoli
- 2008 - Sanctuary

## Riconoscimenti
- 2006 – Premio Oscar
  - Candidatura al Miglior attore protagonista (Hustle & Flow - Il colore della musica)
- 2006 – Golden Globe
  - Candidatura al Miglior attore in un film drammatico (Hustle & Flow - Il colore della musica)
- 2000 – Independent Spirit Awards
  - Candidatura al Miglior attore non protagonista (The Best Man)
- 2006 – Independent Spirit Awards
  - Candidatura al Miglior attore protagonista (Hustle & Flow - Il colore della musica)
- 2005 – National Board of Review Awards
  - Migliore performance rivelazione maschile (Crash - Contatto fisico, Get Rich or Die Tryin' e Hustle & Flow - Il colore della musica)
- 2013 – National Board of Review Awards
  - Miglior cast (Prisoners)
- 2006 – MTV Movie Awards
  - Candidatura alla Miglior performance (Hustle & Flow - Il colore della musica)
  - Candidatura al Miglior bacio (Hustle & Flow - Il colore della musica)
- 2005 – Satellite Awards
  - Miglior attore in un film commedia o musicale (Hustle & Flow - Il colore della musica)
- 2005 – Screen Actors Guild Awards
  - Candidatura al Miglior cast (Ray)
- 2006 – Screen Actors Guild Awards
  - Miglior cast (Crash - Contatto fisico)
  - Candidatura al Miglior cast (Hustle & Flow - Il colore della musica)
- 2014 – Screen Actors Guild Awards
  - Candidatura al Miglior cast (The Butler - Un maggiordomo alla Casa Bianca)

## Doppiatori italiani
Nelle versioni in italiano delle opere in cui ha recitato, Terrence Howard è stato doppiato da:
- Andrea Lavagnino in Law & Order - Unità vittime speciali, Law & Order: LA, The Butler - Un maggiordomo alla Casa Bianca, Sabotage, Wayward Pines, Empire, Philip K. Dick's Electric Dreams
- Pasquale Anselmo in The Best Man, Street Time, Red Tails, Shirley - In corsa per la Casa Bianca
- Fabrizio Vidale in Iron Man, Fighting, Hawaii Five-0, Comic Movie
- Tony Sansone in Sesso ed altre indagini, Sotto corte marziale
- Riccardi Rossi in Hustle & Flow - Il colore della musica, Dead Man Down - Il sapore della vendetta
- Christian Iansante in Get Rich or Die Tryin', La musica nel cuore - August Rush
- Sandro Acerbo in Il buio nell'anima, La regola del silenzio - The Company You Keep
- Stefano Brusa in Punto d'impatto, Prisoners
- Nanni Baldini in NYPD - New York Police Department (ep. 6x12)
- Corrado Conforti in Goodbye Mr. Holland
- Francesco Prando in Big Mama
- Valerio Sacco in Angel Eyes - Occhi d'angelo
- Simone Mori in Ray
- Roberto Pedicini in Crash - Contatto fisico
- Eugenio Marinelli in Four Brothers - Quattro fratelli
- Pino Insegno in The Hunting Party
- Danilo Di Martino in Awake - Anestesia cosciente

Da doppiatore è stato sostituito da:
- Roberto Draghetti ne La principessa e il ranocchio